# 李青 (1918年)
李青（1918年7月—2020年6月25日），男，直隶（今河北）武清人，中华人民共和国政治人物，原国家测绘总局副局长。

## 生平
1918年7月（一说6月）生于直隶省武清县修家庄。1932年考入天津市扶轮中学。1935年参加一二九运动。1936年6月加入中国共产党，同时担任中共扶轮中学党支部书记，开展抗日救亡运动。
1937年七七事变后，历任河北冀东第一游击队政治指导员，八路军津浦支队政治处政治部民运股长兼宁津县动委会主任，八路军东进抗日挺进纵队政治部民运部长，八路军一一五师三四三旅（成立鲁西军区）政治部民运部长，八路军一一五师政治部民运部长，中共鲁南区试验县费滕边工委书记，中共鲁南三地委书记兼军分区政治委员等职。1948年9月，任中共鲁中南五地委书记兼军分区政治委员。
1949年，任中共滕县地委书记兼军分区政治委员。1952年后，历任山东省人民政府工业厅副厅长，省财委副主任，大连机械工业局局长，辽宁省工业生产委员会副主任，辽宁省经济委员会主任等职。1965年12月，任中共沈阳市委书记处书记、沈阳市人民委员会市长。1968年至1975年，在五七干校劳动。1976年后，历任中共昭乌达盟委常委、盟革委会副主任，中共辽阳市委副书记、市革委会副主任等职。1979年1月调任国家测绘总局党组副书记、副局长。1982年11月离休。1983年至1990年，任国家测绘局直属机关党委离退休干部支部书记。晚年还经常去母校扶轮中学讲课。2020年6月25日在北京逝世。